# Savogna
Savogna (tiếng Slovene: Sovodnje) là một đô thị ở tỉnh Udine trong vùng Friuli-Venezia Giulia thuộc Ý, có cự ly khoảng 60 km về phía tây bắc của Trieste và khoảng 25 km về phía đông bắc của Udine, tại biên giới với Slovenia. Tại thời điểm ngày 31 tháng 12 năm 2004, đô thị này có dân số 608 người và diện tích là 22,1 km².
Savogna di Cividale giáp các đô thị: Kobarid (Slovenia), Grimacco, Pulfero, San Leonardo, San Pietro al Natisone.